# Plaza de toros de Fuengirola
En el centro de Fuengirola (en la provincia de Málaga) se encuentra la Plaza de Toros de Fuengirola, un lugar histórico que originalmente se diseñó como una plaza de toros de tercera categoría con una capacidad de aproximadamente 4.029 espectadores. Inaugurada el 8 de julio de 1962, ha sido un símbolo de la tradición taurina andaluza, pero en los últimos años ha sido transformada en un vibrante centro cultural y gastronómico, reflejando los cambios en las actitudes hacia la tauromaquia y el deseo de revitalizar espacios históricos para un uso comunitario más amplio.

## Historia
La Plaza de Toros de Fuengirola se inauguró el 8 de julio de 1962, con un cartel que incluía a los matadores César Girón, Manuel Segura y José Martínez Limeño, junto al rejoneador Clemente Espadanal, lidiando reses de Germán Gervás. En 2012, tras una renovación integral que incluyó una zona comercial en sus bajos y adaptaciones para personas con discapacidad, la plaza fue reinaugurada el 6 de octubre con una terna formada por El Cordobés, El Fandi y Juan José Padilla, con toros de Benjumea. Frente a su puerta principal se encuentra una estatua del torero Antonio José Galán, hijo predilecto de la localidad.

## Transformación en centro cultural
En febrero de 2023, la plaza fue adquirida por un grupo inversor sueco liderado por el empresario Marc Skarman por 4,5 millones de euros. Skarman, quien se trasladó a Fuengirola con su familia, tenía la visión de transformar el espacio, que apenas se utilizaba para corridas de toros, en un centro cultural y gastronómico. Tras más de dos años de renovaciones, la plaza reabrió en mayo de 2025 con nuevas instalaciones diseñadas para albergar una amplia gama de eventos culturales y experiencias gastronómicas.
Las nuevas instalaciones incluyen:
- Arena Principal: Con una capacidad de hasta 4.000 espectadores y una superficie de 2.500 m², este espacio es adaptable para eventos como conciertos, conferencias corporativas y funciones privadas.
- Teatro: Un espacio íntimo con capacidad para 150 personas, ideal para actuaciones más pequeñas, como obras de teatro o espectáculos de magia.
- Restaurante: Con capacidad para más de 170 comensales y una superficie de 450 m², ofrece una experiencia gastronómica acogedora con comida y bebida de alta calidad.
- Chambre Séparée: Una sala privada con capacidad para más de 40 personas, perfecta para eventos exclusivos.
- Espacios para Eventos: Áreas dedicadas a catas de vino, exposiciones de arte y otras actividades culturales.

La plaza ahora alberga eventos diversos, como conciertos, conferencias corporativas, eventos privados y actuaciones de magia, como "Labero's Magic World", protagonizada por el renombrado mago sueco Joe Labero, que se presentó de viernes a domingo entre mayo y junio de 2025.

## Uso taurino y otros eventos
Aunque las corridas de toros ya no son un evento regular, la plaza mantiene un acuerdo con la escuela taurina local, permitiendo que realicen clases dos veces por semana en el recinto. Además, se planea organizar eventos ecuestres ocasionales, como espectáculos de doma clásica, y otros eventos no taurinos en la arena principal. En el pasado, la plaza acogió eventos como espectáculos flamencos ecuestres y shows de freestyle.

## Importancia cultural
La transformación de la Plaza de Toros de Fuengirola en un centro cultural y gastronómico refleja un cambio en las actitudes hacia la tauromaquia en España y el deseo de dar un nuevo propósito a los espacios históricos. La visión de Marc Skarman es crear un punto de encuentro entre locales y extranjeros, fomentando el intercambio cultural a través de una amplia gama de eventos y experiencias gastronómicas. Este enfoque busca revitalizar el lugar como un centro de actividad cultural, atrayendo tanto a residentes de Fuengirola como a visitantes internacionales.

## Propiedad
La plaza fue puesta a la venta por 4,5 millones de euros y adquirida en febrero de 2023 por Arena Solo Málaga SL, representada por Marc Skarman.